# Droga wojewódzka nr 606
Droga wojewódzka nr 606 (DW606) – droga wojewódzka w północnej Polsce w województwie pomorskim przebiegająca przez teren powiatu kwidzyńskiego. Droga ma długość 2 km. Łączy miejscowość Benowo z drogą wojewódzką 605.

## Przebieg drogi
Droga rozpoczyna się w miejscowości Benowo, gdzie odchodzi od drogi wojewódzkiej nr 602. Następnie kieruje się w stronę zachodnią i po 2 km dołącza się do drogi wojewódzkiej nr 605. 

## Miejscowości leżące przy trasie DW606
- Benowo